# Dusit Dubai
Dusit Dubai – wieżowiec w Dubaju, w Zjednoczonych Emiratach Arabskich, o wysokości 153 m. Budynek liczy 40 kondygnacji. Ukończenie budowy miało miejsce w 2001.